# In the Days of His Youth
In the Days of His Youth è un cortometraggio muto del 1914 diretto da Lois Weber che scrisse anche la sceneggiatura del film, che racconta di un padre molto duro con i suoi figli che finisce per intenerirsi ricordando la propria giovinezza.

## Produzione
Il film fu prodotto dalla Rex Motion Picture Company.

## Distribuzione
Distribuito dalla Universal Film Manufacturing Company, il film - un cortometraggio in una bobina - uscì nelle sale cinematografiche statunitensi il 29 marzo 1914.